# Manatí (Kolumbia)
Manatí – miasto w Kolumbii, w departamencie Atlántico.